# Graphiurus angolensis
Graphiurus angolensis là một loài động vật có vú trong họ Gliridae, bộ Gặm nhấm. Loài này được de Winton mô tả năm 1897.